# Glaresis ceballosi
Glaresis ceballosi es una especie de coleóptero de la familia Glaresidae.

## Distribución geográfica
Habita en Marruecos.